# We're the Best of Friends
| Recensione | Giudizio |
| ---------- | -------- |
| AllMusic   | [ 3 ]    |

We're the Best of Friends è un album in studio collaborativo dei cantanti statunitensi Natalie Cole e Peabo Bryson, pubblicato nel novembre 1979.

## Tracce

### LP
Lato A
1. Gimme Some Time – 3:19 (Natalie Cole)
2. This Love Affair – 4:37 (Marvin Yancy, Natalie Cole)
3. I Want to Be Where You Are – 4:15 (Peabo Bryson)
4. Your Lonely Heart – 4:30 (Natalie Cole)

Lato B
1. What You Won't Do for Love – 6:02 (Alfons Kettner, Bobby Caldwell)
2. We're the Best of Friends – 4:14 (Edward Howard, Thomas Campbell)
3. Medley – 4:08
4. Love Will Find You – 6:09 (Peabo Bryson)

## Musicisti
Gimme Some Time
- Natalie Cole - voce solista
- Peabo Bryson - voce solista
- Phil Upchurch - chitarra
- Robert Palmer - chitarra
- Michael Wycoff - tastiere
- Bobby Eaton - basso
- "Keni" Burke - basso
- James Gadson - batteria
- Eddie "Bongo" Brown - percussioni
- Mark Davis e Marvin Yancey - produttori
- Mark Davis - arrangiamento parte ritmica
- David Blumberg - arrangiamento strumenti a fiato e strumenti a corda, conduttore musicale
- Benjamin Barrett - orchestra contractor
- Harry Bluestone - concertmaster
- Bobby Bryant - tromba
- Oscar Brashear - tromba
- George Bohanon - trombone
- Bill Rickenbach - trombone
- Chris Riddle - trombone
- Bill Green - sassofono
- Fred Jackson - sassofono
- Fred Smith - sassofono
- Ernie Watts - sassofono

This Love Affair
- Natalie Cole - voce solista
- Peabo Bryson - voce solista
- Phil Upchurch - chitarra
- Robert Palmer - chitarra
- Michael Wycoff - tastiere
- Marvin Yancy - tastiere
- Bobby Eaton - basso
- "Keni" Burke - basso
- James Gadson - batteria
- Mark Davis e Marvin Yancy - produttori
- Mark Davis - arrangiamento parte ritmica
- David Blumberg - arrangiamento strumenti a fiato e strumenti a corda, conduttore musicale
- Benjamin Barrett - orchestra contractor
- Harry Bluestone - concertmaster
- Bobby Bryant - tromba
- Oscar Brashear - tromba
- George Bohanon - trombone
- Bill Rickenbach - trombone
- Chris Riddle - trombone
- Bill Green - sassofono
- Fred Jackson - sassofono
- Fred Smith - sassofono
- Ernie Watts - sassofono

I Want to Be Where You Are
- Natalie Cole - voce solista
- Peabo Bryson - voce solista, tastiere, percussioni, cori
- Thomas Campbell - tastiere
- Richard Horton - chitarra
- Jim Boling, Jr. - minimoog, sintetizzatore ARP Prophet V
- Dwight Watkins - basso, cori
- Andre Robinson - batteria
- Chuck Bryson - percussioni, cori
- Terry Dukes - percussioni, cori
- Peabo Bryson - arrangiamento parte ritmica, arrangiamento strumenti a fiato
- Jim Boling, Jr. - arrangiamento strumenti a fiato
- Thad Johnson - arrangiamento strumenti a fiato
- Dan Dillard - arrangiamento strumenti a fiato
- Ron Dover - arrangiamento strumenti a fiato
- Peabo Bryson e Johnny Pate - produttori
- Johnny Pate - arrangiamento strumenti a corda, conduttore musicale
- Assa Drori - concertmaster
- Jim Boling, Jr. - tromba
- Thad Johnson - tromba
- Dan Dillard - trombone
- Ron Dover - sassofono

Your Lonely Heart
- Natalie Cole - voce solista
- Peabo Bryson - voce solista
- Phil Upchurch - chitarra
- Michael Wycoff - tastiere
- Marvin Yancy - tastiere
- Bobby Eaton - basso
- "Keni" Burke - basso
- James Gadson - batteria
- Mark Davis e Marvin Yancy - produttori
- Mark Davis - arrangiamento parte ritmica
- Linda Williams - arrangiamento strumenti a fiato e strumenti a corda
- Harry Bluestone - concertmaster
- Benjamin Barrett - orchestral contractor
- Bobby Bryant - tromba
- Oscar Brashear - tromba
- George Bohanon - trombone
- Bill Rickenbach - trombone
- Chris Riddle - trombone
- Bill Green - sassofono
- Fred Jackson - sassofono
- Fred Smith - sassofono
- Ernie Watts - sassofono

What You Won't Do for Love
- Natalie Cole - voce solista
- Peabo Bryson - voce solista, tastiere, percussioni, cori
- Richard Horton - chitarra
- Thomas Campbell - tastiere
- Dwight Watkins - basso, cori
- Andre Robinson - batteria
- Chuck Bryson - percussioni, cori
- Terry Dukes - percussioni, cori
- Jim Boling, Jr. - flicorno (solo)
- Peabo Bryson e Johnny Pate - produttori
- Peabo Bryson - arrangiamento parte ritmica
- Peabo Bryson, Jim Boling, Jr., Thad Johnson, Dan Dillard e Ron Dover - arrangiamento strumenti a fiato
- Johnny Pate - arrangiamento strumenti a corda, conduttore musicale
- Assa Drori - concertmaster
- Jim Boling, Jr. - tromba, flicorno
- Thad Johnson - tromba
- Dan Dillard - trombone
- Ron Dover - sassofono

We're the Best of Friends
- Natalie Cole - voce solista
- Peabo Bryson - voce solista, tastiere, percussioni
- Richard Horton - chitarra
- Thomas Campbell - tastiere
- Dwight Watkins - basso
- Andre Robinson - batteria
- Chuck Bryson - percussioni
- Terry Dukes - percussioni
- Peabo Bryson e Johnny Pate - produttori
- Peabo Bryson - arrangiamento parte ritmica, arrangiamento strumenti a fiato
- Johnny Pate - arrangiamento strumenti a fiato e strumenti a corda, conduttore musicale
- Assa Drori - concertmaster
- Jim Boling, Jr. - tromba
- Thad Johnson - tromba
- Dan Dillard - trombone
- Ron Dover - sassofono
- Gayle Levant - arpa

Medley: Let's Fall in Love / You Send Me
- Natalie Cole - voce solista
- Peabo Bryson - voce solista
- Phil Upchurch - chitarra
- Michael Wycoff - tastiere
- Marvin Yancy - tastiere
- Bobby Eaton - basso
- "Keni" Burke - basso
- James Gadson - batteria
- Mark Davis e Marvin Yancy - produttori
- Mark Davis - arrangiamento parte ritmica
- Nelson Riddle - arrangiamento strumenti a fiato e strumenti a corda, conduttore musicale
- Harry Bluestone - concertmaster
- Benjamin Barrett - orchestral contractor
- Bobby Bryant - tromba
- Oscar Brashear - tromba
- George Bohanon - trombone
- Bill Rickenbach - trombone
- Chris Riddle - trombone
- Bill Green - sassofono
- Fred Jackson - sassofono
- Fred Smith - sassofono
- Ernie Watts - sassofono

Love Will Find You
- Natalie Cole - voce solista
- Peabo Bryson - voce solista, tastiere, percussioni, cori
- Richard Horton - chitarra
- Thomas Campbell - tastiere
- Terry Dukes - minimoog, sintetizzatore ARP Prophet V, percussioni, cori
- Dwight Watkins - basso, cori
- Andre Robinson - batteria
- Chuck Bryson - percussioni, cori
- Ron Dover - sassofono tenore (solo)
- Peabo Bryson e Johnny Pate - produttori
- Peabo Bryson - arrangiamento parte ritmica, arrangiamento strumenti a fiato
- Johnny Pate - arrangiamento strumenti a corda, conduttore musicale
- Assa Drori - concertmaster
- Jim Boling, Jr. - tromba
- Thad Johnson - tromba
- Dan Dillard - trombone
- Ron Dover - sassofono
- Gayle Levant - arpa

Note aggiuntive
- Mark Davis, Marvin Yancy, Peabo Bryson e Johnny Pate - produttori
- Leamon Cox - coordinatore della produzione
- Registrato al: Hollywood Sound Recorders (Los Angeles, California), registrazione e mixaggio; Sound Factory (Los Angeles, California), parte ritmica, strumenti a fiato e corda; United Western Recorders (Los Angeles, California), parti vocali
- Rik Pekkonen - ingegnere delle registrazioni e del mixaggio (al Hollywood Sound Recorders)
- Bernie Grandman - mastering (al Hollywood Sound Recorders)
- Butch Lynch e Serge Reyes - ingegneri delle registrazioni (al Sound Factory)
- Gordon Shryock - ingegnere delle registrazioni (al United Western Recorders)
- Melissa Tormé-March - art direction copertina album
- John Emsdorf - design copertina album
- Vincent Hughes Frye - foto copertina album[4]

## Classifica
Album
| Anno | Classifica             | Posizione raggiunta |
| ---- | ---------------------- | ------------------- |
| 1980 | Billboard 200          | 44                  |
| 1980 | Top R&B/Hip-Hop Albums | 7                   |

Singoli
| Anno | Titolo del brano           | Classifica            | Posizione raggiunta |
| ---- | -------------------------- | --------------------- | ------------------- |
| 1979 | Your Lonely Heart          | Hot R&B/Hip-Hop Songs | 59                  |
| 1980 | Gimme Some Time            | Hot R&B/Hip-Hop Songs | 8                   |
| 1980 | What You Won't Do for Love | Hot R&B/Hip-Hop Songs | 16                  |